# Mary Louise Smith
Pour les articles homonymes, voir Smith.
Ne doit pas être confondu avec Mary Louise Smith (femme politique).
Mary Louise Smith (devenue plus tard Mary Louise Smith Ware, née en 1937) est une militante afro-américaine pour les droits civiques aux États-Unis. Elle est connue pour avoir été arrêtée en octobre 1955, alors qu'elle avait 18 ans, à Montgomery, dans l'État de l'Alabama, pour avoir refusé de céder son siège dans le cadre du système de ségrégation alors en vigueur dans les autobus. Elle est l'une des femmes à avoir été arrêtée pour ce délit au cours de l'année 1955 avant que ce ne soit le cas de Rosa Parks. C'est autour de la figure de Parks que s'organisa le boycott des bus de Montgomery, qui commença le 5 décembre 1955.
Le 1er février 1956, Mary Louise Smith fut l'une des cinq femmes nommées parmi les plaignantes du procès civil fédéral Browder v. Gayle, qui remit en cause la constitutionnalité des lois ségrégationnistes de l'État et du réseau d'autobus. Le 13 juin 1956, un comité de trois juges de la Cour fédérale de district (United States District Court) établirent que ces lois étaient anticonstitutionnelles. Ce jugement fut soutenu le 13 novembre par la Cour suprême des États-Unis qui affirma son caractère historique et qui, en décembre de la même année, refusa de réviser la décision. Le 20 décembre 1956, la Cour suprême enjoignit à l'Alabama de cesser la ségrégation dans les bus et le boycott des bus de Montgomery prit fin.

## Biographie
Mary Louise Smith est née à Montgomery, dans l'État de l'Alabama, dans une famille catholique. Elle-même ainsi que ses frères et sœurs furent tous scolarisés puis diplômés à l'Institut d'éducation Saint Jude. Elle est encore aujourd'hui membre de l’Église Saint Jude, où elle fut baptisée.
À l'âge de 18 ans, le 21 octobre 1955, alors que Mary Louise Smith rentrait chez elle par le bus municipal de Montgomery, elle reçut l'ordre de céder son siège à un passager blanc qui avait embarqué après elle. Elle refusa de s'exécuter et fut arrêtée. Elle fut inculpée pour refus d'obtempérer aux consignes de ségrégation, quelque 40 jours avant l'arrestation de Rosa Parks pour des motifs similaires. Son père la fit sortir de prison en payant son amende de neuf dollars. L'incident ne fut d'abord connu que dans le cercle familial et le voisinage de Mary Louise Smith.
Plus tard, lors d'un rassemblement de masse destiné à soutenir un boycott planifié des bus, un de ses cousins parla de son cas avec les organisateurs. L'avocat Fred Gray demanda alors à Mary Louise Smith et à son père de se porter plaignants pour une action juridique collective en faveur des droits civils, pour mettre fin à la ségrégation raciale dans les bus municipaux, ce qu'ils acceptèrent.

## Le procèsBrowder v. Gayle
Deux mois après le début du boycott des bus de Montgomery (rendu célèbre par l'intervention de Martin Luther King, et déclenché par Rosa Parks), les militants des droits civiques se penchent à nouveau sur le cas de Claudette Colvin. Âgée de 15 ans, elle était la première à avoir été arrêtée pour avoir refusé de céder son siège à un Blanc, neuf mois avant le coup d'éclat de Rosa Parks.
Les juristes de la NAACP craignaient que l'appel du procès de Rosa Parks ne les soumette aux tribunaux d'Alabama, et souhaitaient plaider directement le caractère anticonstitutionnel de la ségrégation devant une Cour fédérale.
Les juristes approchèrent alors Claudette Colvin, Aurelia Browder, Susie McDonald, Mary Louise Smith et Jeanetta Reese : toutes les cinq avaient subi des discriminations de la part de chauffeurs de bus sous la réglementation du système de bus de Montgomery. Elles acceptèrent de se porter plaignantes dans un procès civil fédéral, évitant ainsi le système judiciaire de l'Alabama. En 1956, J. Reese retira sa plainte à la suite de pressions de la communauté blanche. Le 1er février 1956, Fred Gray et d'autres avocats ouvrirent un procès civil, Browder v. Gayle, à la Cour fédérale de district, pour attaquer la constitutionnalité des lois de ségrégation de l'État d'Alabama et du réseau de bus. Mary Louise Smith était l'une des cinq plaignantes, parmi lesquelles se trouvaient également Aurelia Browder, Claudette Colvin, Susie McDonald et Jeanette Reese. Cette dernière abandonna l'affaire ce même mois de février pour cause d'intimidations. Les femmes témoignèrent devant un comité de trois juges, et le 13 juin 1956, la cour jugea que les lois étaient anticonstitutionnelles, se basant sur le principe d'égalité devant la loi garanti par le Quatorzième amendement de la Constitution des États-Unis.
La ville de Montgomery et l'État de l'Alabama firent appel, amenant l'affaire devant la Cour suprême des États-Unis. Le 13 novembre 1956, cette dernière confirma le jugement précédent. Le 17 décembre, elle refusa la demande de révision de jugement fait par la ville et l'État, et le 20 décembre, elle exigea de l'Alabama qu'il cesse la ségrégation dans les bus. Le boycott des bus de Montgomery s'acheva avec cette victoire.

## L'après-procès
Mary Louise Smith épousa un certain M. Ware, avec qui elle eut quatre enfants, et dont elle est aujourd'hui divorcée. Mary Louise Smith Ware continua d'œuvrer pour les droits civils au-delà du boycott et du procès. Elle travailla par exemple au service de la campagne pour le droit de vote, qui aboutit au Voting Rights Act de 1965, et participa à la Marche sur Washington en 1963. Le fils de sa sœur Annie se porta plaignant dans le procès demandant la déségrégation de la YMCA.
Mary Louise Smith est active auprès de ses 12 petits-enfants et arrière-petits-enfants. Elle apprécie la lecture et est investie dans plusieurs églises et clubs de citoyens senior.
En 1995, un journaliste déclara à Mary Louise Smith que des leaders noirs avaient parlé de son cas comme d'un test pour l'organisation d'un boycott des bus, mais qu'ils ne l'avaient finalement pas choisie car son père était décrit comme alcoolique, et qu'ils ne voulaient laisser place à aucune critique au sujet des participants. Mary Louise Smith répondit que ce n'était pas vrai, et qu'elle était davantage dérangée par la rumeur en elle-même que par le fait que sa propre participation soit négligée. Étant donné l'attention nationale qu'a attiré le boycott des bus de Montgomery, Rosa Parks est la femme la plus souvent associée à l'événement. 
À la mort de Rosa Parks en octobre 2005, Mary Louise Smith Ware, qui avait alors 68 ans, assista au service funéraire à Montgomery. « Je devais lui rendre hommage, elle était notre modèle » déclara-t-elle.